# Sky Blue Sky
Sky Blue Sky è il sesto album discografico della band alternative rock di Chicago dei Wilco, pubblicato nel 2007 dalla Nonesuch Records.

## Il disco
Annunciato nel gennaio 2007 dal frontman del gruppo Jeff Tweedy, il disco viene poi pubblicato in maggio. Si tratta della prima registrazione con il chitarrista Nels Cline e col polistrumentista Pat Sansone.
L'album è stato registrato da TJ Doherty presso il The Loft di Irving Park (Chicago). Il missaggio è stato effettuato da Jim Scott, il mastering da Robert Ludwig.
Prima della pubblicazione, la band ha offerto lo streaming integrale sul proprio sito (a partire dal marzo 2007) e la possibilità di scaricare gratuitamente il brano What Light.
La copertina del disco è una foto scattata a Roma da Manuel Presti ed intitolata Sky Chase. La foto ha vinto il premio Wildlife Photographer of the Year ed è stata pubblicata nel luglio 2007 su National Geographic.
L'album ha debuttato alla posizione numero 4 della Billboard 200. Inoltre è entrato in classifica in buona parte dei Paesi europei: Regno Unito, Germania, Svezia, Irlanda, Belgio, Norvegia, oltre che Australia e Nuova Zelanda.
Ha ricevuto una nomination ai 50i Grammy come "Best Rock Album". Rientra nelle classifiche dei "migliori album del 2007" per le riviste Rolling Stone (numero 42), Billboard, Uncut e The A.V. Club.

## Tracce
1. Either Way – 3:05
2. You Are My Face – 4:38
3. Impossible Germany – 5:57
4. Sky Blue Sky – 3:23
5. Side with the Seeds – 4:15
6. Shake It Off – 5:40
7. Please Be Patient with Me – 3:17
8. Hate It Here – 4:31
9. Leave Me (Like You Found Me) – 4:09
10. Walken – 4:26
11. What Light – 3:35
12. On and On and On – 4:00

## Formazione
Gruppo
- Jeff Tweedy - voce, chitarra
- John Stirratt - basso, cori
- Glenn Kotche - batteria, percussioni, glockenspiel
- Pat Sansone - organo, chitarra, chamberlin, mellotron, wurlitzer, clavicembalo, piano, cori
- Mikael Jorgensen - piano, organo, wurlitzer
- Nels Cline - chitarra elettrica, chitarra a 12 corde, lap steel guitar

Collaboratori
- Jim O'Rourke - feedback, percussioni, chitarra acustica, arrangiamento archi
- Karen Waltuch - viola, violino